# Hrvatska seljačka stranka za vrijeme Drugog svjetskog rata
U godinama pred Drugi svjetski rat i nakon početka rata u Hrvatskoj seljačkoj stranci, koja je ranije bila široki nacionalni pokret usmjeren protiv centralističkog i despotskog beogradskog režima, odigravao se proces razlaganja. U Hrvatskoj, pa i unutar same stranke, jača utjecaj opozicionih političkih snaga s desnice (frankovci, ustaše) i s ljevice (Komunistička partija Hrvatske).
Tijekom drugog svjetskog rata osobito je pretežni dio hrvatskog seljaštva ostao privržen prodemokratskoj i mirotvornoj ideologiji Hrvatske seljačke stranke, te imao visoko mišljenje o političarima iz njenih redova. Kako su komunisti sve do ljeta 1943. godine nastavili propagandni rat protiv HSS-a kojega su bili započeli još 1924. godine, nisu imali većeg uspjeha u privlačenju Hrvata u redove partizanskih postrojbi. Prema povjesničaru Jozi Tomasevichu, "namamiti veliki broj seljaka da se pridruže partizanima i bore na njihovoj strani, za komuniste je bio daleko najteži politički problem u Hrvatskoj". Vodstvo HSS-a je putem svojih kontakata prema narodu poručivalo da ne surađuju s partizanima, nego se radije odazivaju na službu u vojnim snagama NDH, nadajući se da će s vremenom ostvariti kontrolu nad tim snagama i možda ih iskoristiti za prelazak na stranu Saveznika, koje su kao podupiratelje demokracije smatrali svojim prirodnim saveznikom.  Sredinom 1943. godine su komunisti odlučili prekinuti propagandni rat protiv HSS-a, te su uspostavili suradnju s Božidarom Magovcem (koji je pripadao užem krugu suradnika Vladka Mačeka) i nekim drugim čelnicima HSS-a koji su ocijenili da će Saveznici pobijediti u ratu i da je pravilno uspostaviti suradnju s komunistima koji se bore na njihovoj strani; nakon toga i nakon kapitulacije Italije u rujnu 1943. godine su se Hrvati doista pridružili partizanima u velikom broju - više tisuća njih dezertirajući iz Hrvatskog domobranstva u partizane - i do kraja 1943. godine su na području same Hrvatske predstavljali većinu njihovih postrojbi. Krajem travnja 1944. godine su komunisti optužili Magovca da radi "protiv narodnooslobodilačke borbe" i potom ga marginalizirali, te su nastavili suradnju samo s onim HSS-ovcima koji su u svemu postupli prema njihovim nalozima, i omogućavali da hrvatska javnost i nadalje misli da komunisti uvažavaju HSS-ovce.

## Raskol na tri struje
Ubrzo nakon uspostave NDH, totalitarni ustaški režim zabranjuje rad HSS-a, kao i svih drugih stranaka. Među dužnosnicima stranke (a i među običnim članstvom) dolazi do raskola na tri struje:
- tzv. "'Sredinski dio" propovijeda nedjelovanje i čekanje;
- desno krilo aktivno surađuje s ustaškim režimom;
- lijevo krilo sudjeluje u Narodnooslobodilačkom pokretu (NOP).

Od 273 tzv. "prvaka stranke" (zastupnici, zamjenici zastupnika, kandidati i senatori) njih 159 (58%) pripada "sredinskom dijelu", 66 (24%) je na neki način surađivalo s vlastima NDH, a 48 (18%) s NOP-om. (Radelić, str. 203–209) Iako je "sredinski dio" najbrojniji, oni zbog pasivnosti, neodlučnosti, kolebanja i međusobne nesloge, postupno gube svaki značaj.
Na početku jedan dio vođa (značajan, manji nego što su se vođe "desnog krila" i Ante Pavelić nadali) pristupa ustaškom pokretu. Podršku mu pruža i nemali dio članstva HSS-a, naročito članovi Seljačke i građanske zaštite.
S vremenom, osobito tijekom 1943. i 1944., sve je veći broj predratnih glasača, članova i nižih i srednjih dužnosnika stranke, uključujući i mnoge domobranske vojnike i časnike, pristupao NOP-u. Među njima ima i naizgled nejasnih slučajeva. Tako je npr. Milan Martinović iz Jamničke Kiselice, prijeratni zapovjednik Zaštite, stalno kontaktirao s Mačekom u Kupincu, bio je od početka 1942. zapovjednik ustaške pripremne bojne, a zapravo je od početka ustanka ilegalno radio za NOP. (Zlatić, str. 263-264)

## "Sredinski dio" stranke
Predsjednik stranke Vladko Maček ostaje u zemlji i nakon izjave za radio od 10. travnja 1941., kojom poziva na pokornost novom režimu, posve se pasivizira. Do listopada 1941. živio je relativno slobodno u Kupincu i imao mnogo kontakata, ali to ne koristi za neki javni, polujavni ili ilegalni istup. Kasnije je neko vrijeme bio zatvoren u Jasenovcu, pa zatim interniran u Kupincu i Zagrebu pod strožim nadzorom. Nadzor nije mogao biti apsolutan i imao je neke mogućnosti kontakta s vanjskim svijetom, koje međutim i dalje nije koristio. Ustaški ga je režim izolirao, ali ta je izolacija djelom i njegov izbor.
Svima koji mu se obraćaju preporuča pasivnu politiku, koja se može opisati sljedećim riječima: 
- pokoravajte se naredbama nove vlasti ali ne surađujte aktivno s njima; trpite teror jer je "svaka sila za vremena"; aktivni, oružani otpor je neprihvatljiv jer neprijatelj je prejak i otpor dovodi samo do novih žrtava;
- ovo je obračun velikih sila i mali narodi ne smiju se miješati ("Kad se veliki tuku, malima je mjesto pod stolom"); Velika Britanija i njeni zapadni saveznici sigurno će dobiti rat (a SSSR neće biti značajni čimbenik); čekajte da ishod rata bude siguran i tek se onda aktivirajte;
- svaka suradnja s komunistima je neprihvatljiva.

Mačekova politika pasivnog čekanja, koju nije htio promijeniti aktivnijim stavom iako su se okolnosti drastično mijenjale, dovela je konačno do potpunog kraha. Komunisti, koji su vodili žestoku borbu protiv okupatora, ustaša i četnika postigli su potpunu vojnu i političku pobjedu. Krajem rata, Maček zajedno s ustašama (pratilac mu je Edo Bulat) bježi u emigraciju.

### Osuda ustaških zločina, ali i aktivnog otpora
Većina dužnosnika i članova stranke slijedi njegovu politiku nedjelovanja. Osuđuju ustaške zločine, ali odlučno odbacuju aktivni otpor. Tako se npr. u letku nslovljenom "Draga hrvatska seljačka braćo" iz lipnja 1943. govori o »najstrašnijem od svih ratova«, u kojem je »naprasiti zavojevač (…) stvorio nazovi državu Hrvatsku i u njoj predao vlast bandi zločinaca, ustaškim nazovi Hrvatima«, te sada »vlada samo zakon sile i okupacije«. Odlučno se međutim odbacuje odgovor silom na silu, iako se partizanima izražava određeno uvažavanje.
»Nikada nije vodstvo HSS-a nikome dalo ovlaštenje da u njegovo ime povede oružanu akciju protiv koga, a najmanje protiv vlastite braće. (…) Tako nam gine mladost u borbi, koju neprijatelj koristi da zvjerskim protumjerama uništava cijela sela. Protiv toga nema obrane niti prave osvete, jer neprijatelj ima dovoljno snage da svaku odmazdu uzvrati deseterostruko. Ovo je razlog zašto se vodstvo HSS-a, kao jedino odgovorno za hrvatski narod, nije stavilo na čelo partizanskih akcija, ma da je u šumama toliko hrvatskih seljačkih mladića i ma da je i njihova borba jedan od dokaza s kojima je Hrvat dokazao svijetu da nema ništa zajedničkoga s ustašama.« (Jelić-Butić, str. 342–344)

### Djelatnost Augusta Košutića, urota Lorković-Vokić
Potpredsjednik stranke August Košutić, koji zamjenjuje Mačeka koji je u izolaciji, u prvoj polovici 1943. odbija prijedloge nekih dužnosnika (uključujući i Jurja Krnjevića iz inozemstva) za aktivnije nastup. Sredinom 1943. postaje ipak aktivniji, tražeći i odobravajući kontakte kako s vlastima NDH, tako i s Narodnooslobodilačkim pokretom. Uvijek međutim uzmiče od konačnog izjašnjavanja.
Tijekom pokušaja ministra vanjskih poslova Mladena Lorkovića i ministra oružanih snage Ante Vokića da 1944. godine prevedu NDH na stranu Saveznika - kako su to u isto vrijeme uspješno izvele Bugarska i Rumunjska, a neuspješno pokušala Mađarska - pokazalo se "da mnogi domobranski časnici jedva čekaju pomoći HSS-u da Hrvatsku prevede na stranu zapadnih Saveznika". Tomasevich kao nesumnjivo iznosi da je plan za prevođenje NDH na stranu saveznika, tzv. urota Lorković-Vokić, potekao od vrha HSS-a.
Na kraju je, nakon propasti urote Vokić-Lorković u rujnu 1944. pobjegao pred ustaškim zatvorom i završio u komunističkom: komunisti su njegovim pritvaranjem 1. listopada 1944. god. prekinuli kontakte Augusta Košutića s britanskim časnicima za vezu na teritoriji pod kontrolom partizana, tako i kontakte s mrežom simpatizera HSS; nikakvu optužnicu protiv Košutića komunisti - koji su tijekom čitavog rata sagledavali HSS kao oslonac "reakcionarnih snaga" kojega treba razjediniti, diskreditirati i razbiti - nisu podigli, ali su njegovim izoliranjem u zatvoru okončali Košutićevu karijeru.

### Suradnja dijela HSS u borbi protiv fašizma
Jedan dio stranačkih dužnosnika od početka 1943. zalaže se za više inicijative, za otpor vladajućem režimu i okupatoru te za mogućnost suradnje s Narodnooslobodilački pokretom. Najvažniji je među njima Tomo Jančiković, koji u jednom elaboratu iz siječnja ili veljače 1943. piše: »I stranke žive samo putem svoga rada, preko svoje aktivnosti. I pokreti narodni žive samo preko svoje aktivnosti. Živjeti bez aktivne djelatnosti znači agonija, umiranje i skora smrt.« Uz njega su najvažniji Ljudevit Tomašić i Ivanko Farolfi.
Jančiković se krajem listopada 1943. prebacuje u Bari, na oslobođeno područje Italije, da bi uspostavio kontakr sa zapadnim saveznicima. Njegova je misija došla prekasno, jer Saveznici su u to doba već odlučili pružiti snažnu potporu Narodnooslobodilačkom pokretu. Oni znaju za unutrašnje podjele u HSS-u, nisu sigurni koga Jančiković zapravo predstavlja i ne žele se s time zamarati, kada s druge strane postoji dokazano odlučni i učinkovit pokret.
Tek 12. lipnja 1944. sastaje se u Bariju s Ivanom Šubašićem, koji je na putu za Vis, gdje će potpisati sporazum s Titom. Jančiković je kasnije otišao u London i postao bliski Šubašićev suradnik.
Tomašić i Farolfi ostaju u Zagrebu. Zajedno s Košutićem i još nekolicinom HSS-ovaca ljeti 1944. sudjeluju u pripremi Puča Vokić-Lorković. Otkriveni su i zatvoreni u Lepoglavi, gdje su krajem travnja 1945. njih dvojica ubijeni.

### Jalova natezanja u emigraciji
Zajedno s vladom Kraljevine Jugoslavije, za vrijeme Travanjskog rata 1941., u emigraciju odlaze glavni tajnik HSS-a Juraj Krnjević i još nekoliko stranačkih prvaka. Krnjević je, po ranijem dogovoru, 8. travnja 1941 umjesto Mačeka ušao kao potpredsjednik u vladu generala Simovića; i kasnije, do lipnja 1944., ostaje član emigrantskih vlada. Prema Mačekovoj odluci, Krnjević je glavni predstavnik stranke u inozemstvu. Uz njega su važni i ministar Ivan Šutej i ban Banovine Hrvatske Ivan Šubašić. U ožujku 1943. Krnjević potiče stranačke vođe u zemlji na aktivniji pristup, uključujući sabotaže i pripreme za opći ustanak u pogodnom momentu, kada dođe do iskrcavanja Saveznika. (Vidi poglavlje Dopis u zemlju iz ožujka 1943. u članku Juraj Krnjević.)
Početkom lipnja 1944., pod snažnim pritiskom saveznika, kralj Petar II. za predsjednika Ministarskog savjeta imenuje Ivana Šubašića, poznatog po pomirljivosti i sklonosti kompromisima. On sklapa sporazum s Josipom Brozom Titom, koji izaziva negadovanje kako nekih Hrvata, tako i Srba u emigraciji. Krnjević odriče pravo Šubašiću da predstavlja HSS, ali ostaje bez utjecaja.

## Desno krilo
Jedan dio dužnosnika prilazi ustaškom pokretu i aktivno sudjeluje u ustaškom režimu.

## Lijevo krilo
Od samog početka ustanka i Narodnooslobodilačkog rata, a pogotovo kako Narodnooslobodilački pokret (NOP) jača, mnogi članovi i niži i srednji dužnosnici HSS-a u njemu sudjeluju. Tako npr. grupa "starih Radićevaca" iz Splita u prosincu 1942. upućuje poziv naslovljen "Hrvati, seljaci, radnici i građani!", u kojem se direktno suprotstavljaju Mačekovoj taktici čekanja.
»Ranije je naš narod na selu mirno čekao sudbinu, ali užas razbojničkih djela tjera ga danas u borbu za obranu svoju i svoje grude. (…) Danas se naše seljaštvo bori u Narodno-Oslobodilačkoj i Dobrovoljačkoj Vojsci, ali pod vodstvom ekstremnih i jakih radničkih partizanskih odreda, koji do danas jedini su čuvari narodne časti i hrvatske svijesti (…) Zato je naša dužnost da i mi koji smo do sada malo ili ništa pomagali, nastojimo da ih pomognemo.« (Jelić-Butić, str. 305-308)
Ustanak je potakla i vodila Komunistička partija Jugoslavije i Komunistička partija Hrvatske kao njen dio. Pasivnost vodstva HSS-a omogućava komunistima da ostvare potpunu kontrolu u NOP-u. To će dovesti do razilaženja među HSS-ovcima u NOP-u na one koji to stanje prihvaćaju i one koji se pokušavaju suprotstaviti. (Neki članovi ilegalne KPH djelovali su prije rata javno u okviru HSS-a.)

### Izvršni odbor HSS-a. Poraz Božidara Magovca
Članovi vodstva HSS-a u NOP-u,  u vrijeme Drugog zasjedanja ZAVNOH-a u Plaškom, 12. listopada 1943., osnivaju tzv. Izvršni odbor HSS-a; to je novo "ad hoc" tijelo stranke, prema ideji koju je izložio Jančiković u spomenutom elaboratu. Po predratnoj stranačkoj dužnosti najistaknutija osoba Izvršnog odbora je Božidar Magovac, koji na oslobođenom teritoriju boravi od lipnja 1943. On nastoji osigurati samostalnost HSS-a u odnosu na Komunističku partiju i autonomnu stranačku organizaciju unutar NOP-a, ali nakon optužbi komunista da radi "protiv narodnooslobodilačke borbe" ostaje u manjini. Tijekom prvih mjeseci 1944. prvenstvo u Izvršnom odboru zadobiva Franjo Gaži.
Gaži je kao predsjednik kotarske organizacije HSS-a Koprivnice - gdje su članovi HSS-a bili ogorčeni ubojstvom popularnog narodnog zastupnika i književnika Mihovila Pavleka Miškine (zatočen i ubijen od ustaša u Jasenovcu) - te je rujnu 1942. ta kotarska organizacija HSS-a Koprivnice jednoglasno je odlučila da se »priključi borbi koju vodi Partija i da se nema što čekati i odlagati, jer će ih ustaše i tako potući kao što su Miškinu«. Na tom sastanku bio je i Božidar Magovac i podržao odluku, iako je izrazio skepsu, jer će o sudbini Hrvatske »veliki rješavati bez da nas pitaju«. (Jelić-Butić, str. 156–157)
Na sjednici Izvršnog odbora u Taborištu kraj Slunja 29. travnja 1944. Gaži je izabran za predsjednika. Magovac, iako izabran za jednog od potpredsjednika, ostao je bez stvarnog utjecaja.  Smijenjen je sa svih funkcija i u kolovozu 1944. interniran na Visu. (Jelić-Butić, str. 261–269; Radelić, str. 134–139) Kada je početkom rujna 1944. na oslobođeni teritorij došao Mačekov zamjenik August Košutić više nije mogao ostvariti nikakav utjecaj. Izvršni odbor HSS-a ocijenio je njegova gledišta kao neprihvatljiva i nije ga prihvatio za svojeg člana. (Jelić-Butić, str. 273-275) Franjo Gaži će predvoditi HSS-ovce koji su preuzeli više ministarstkih pozicija u vladama Narodne Republike Hrvatske i osiguravati tehnička znanja u upravljanju državnim poslovima koja su komunistima nedostajala. Ostat će on potpredsjednik Vlade NRH do 1952. god.; komunisti su se potpore njega i drugih bivših HSS-ovaca riješili čim je stasao dovoljni broj njihovih kadrova sposobnih za vođenje države.

#### "Neograničeno povjerenje u maršala Tita"
Izvršni odbor imao je značajnu ulogu u radu ZAVNOH-a, posebno njegovog Trećeg zasjedanja, u Topuskom 8. – 9. svibnja 1944. Mnogi članovi IO HSS-a djeluju u organima ZAVNOH-a i JNOF-a. Međutim organizacija HSS-a se ne obnavlja i oni djeluju faktički kao grupa pojedinaca, dok Komunistička partija zadržava punu kontrolu. Oni to prihvaćaju u interesu jedinstvenosti u narodnooslobodilačkom ratu, iako se ponekad žale da su »samo figure« (Jelić-Butić, str. 272), da ih »podcjenjuju« isl. (Radelić, str. 140). Tako npr. nakon Sporazuma Tito-Šubašić glasilo Slobodni dom, uz rezerviranost prema Šubašiću, izražava »veliko i neograničeno povjerenje u maršala Tita, najvjernijega i najdosljednijega poznavaoca i tumača narodnih težnja i narodne volje«. (Jelić-Butić, str.272–273)

## Kraj rata: onemogućavanje političkog djelovanja HSS-a od strane komunističkih vlasti
Tijekom ovladavanja Jugoslavenske armije teritorijem Hrvatske u zadnjim mesecima rata, počinili su "partizani" - osobito postrojbe OZNA-e - doista mnogo zločina nad civilima, uključujući i pripadnike HSS-a. Na "oslobođenom" terenu je zavladao opći strah i paraliza bilo kakvog političkog rada.
Kada je predsjednik jugoslavenske izbjegličke vlade u Londonu Ivan Šubašić došao u Zagrebu u rujnu 1945. godine, izviješten je od HSS-ovskih predvodnika da je politički rad težak, ali da postoje izgledi za daljnji rad HSS-a, imajući između ostalog u vidu da komunističke vlasti nisu osigurale ni najosnovniju opskrbu stanovništva hranom i da u narodu vlada strah od komunista. Komunisti su uspjeli vrlo brzo onemogućiti djelovanje HSS-a - imajući donekle prema njegovim vođama obzira zbog zahtjeva zapadnih Saveznika - te je tajna policija OZNA u narodnim godinama nastavila nadzirati viđenije HSS-ovce kako bi osigurala da se ne upuštaju u nikakvu politiku.